# اوشباس
اوشباس (به قزاقی: Үшбас، ٴۇشباس) یک رود در قزاقستان است که در قره‌تاو واقع شده‌است.